# Unholy Grave
Unholy Grave ist eine japanische Grindcore-Band aus Nagoya.

## Bandgeschichte
Takaho Komatsu gründete Unholy Grave 1993, nachdem er bei der Band Nausea (nicht zu verwechseln mit Nausea) ausgestiegen war. Der Name ist an das Lied Beyond the Unholy Grave von Death angelehnt. Nach zwei Demos spielte die Gruppe in wechselnden Besetzungen mehr als 70 Tonträger ein, darunter diverse Split-Alben und -EPs. Sie beteiligte sich außerdem an mehreren Kompilationen. Unholy Grave tourte bereits in verschiedenen europäischen Ländern, den USA, Indonesien und Malaysia.
Takaho betreibt außerdem einen Plattenladen und ein eigenes Label.

## Musikstil und Ideologie
Unholy Graves Musikstil hat sich während des gesamten Bestehens kaum verändert. Die Musik ist dem Grindcore zuzuordnen. Die Einflüsse liegen insbesondere bei frühen Grindcore-Bands sowie japanischem und englischen Hardcore Punk. Aber auch der frühe Death- und Thrash Metal wird als Einfluss bezeichnet. Einflüsse kamen insbesondere von Bands wie Napalm Death, Repulsion, Discharge und Massacre. Die Band wurde insbesondere am Anfang stark von der Do-it-yourself-Attitüde der Punk-Szene angezogen.
Die Musik ist sehr schnell gespielt. Der Gesang von Takaho Komatsu wechselt zwischen einem hohen Kreischgesang und einem Sprechgesang, der an ein Megafon erinnert. Die einzelnen Lieder sind selten länger als zwei Minuten und liegen im Midtempo- bis Highspeed-Bereich. Produktion und Songwriting sind bewusst roh gehalten, Spielfehler werden auf den meisten Alben toleriert. Die Texte sind größtenteils in schlichtem, oft grammatikalisch falschem Englisch verfasst und behandeln überwiegend sozialkritische Themen. Die Band ist streng antifaschistisch ausgerichtet und trägt dies sowohl durch entsprechende Symbolik, als auch durch Songtexte nach außen.

## Indizierung in China
Bei der Einreise in die Volksrepublik China werden Smartphones von Reisenden von den Grenzbehörden mithilfe einer speziellen Software nach verbotenen Inhalten durchsucht. Darunter sind auch Titel von Unholy Grave, die mithilfe einer Prüfsumme identifiziert werden.

## Diskografie (Auswahl)

### Alben
- 1995: Crucified
- 1996: Inhumanity
- 1997: Hatred?
- 2001: Etnocide (Kompilation)
- 2005: Cryptic Dirty Conformity
- 2005: UK Discharge (Livealbum)
- 2005: Nostalgia
- 2006: Obliterated
- 2006: Terroraging Crisis
- 2007: Revoltage
- 2007: Grind Victim (Kompilation)
- 2007: Angry Raw Grinder (Kompilation)
- 2008: Grinding Hell Slaughter (Livealbum)
- 2009: Huck Finn Onslaught (Livealbum)
- 2009: Emerging Evil Mission (Livealbum)
- 2009: Fire Blast (Livealbum)
- 2010: Immortal Grind Legion (Livealbum)
- 2010: The Grind Militia (Livealbum)
- 2010: Grind Killers (Livealbum)
- 2010: Grind Hell (Livealbum)

### Splitalben
- 1998: Unholy Grave / Mass Separation
- 1999: Extreme Terrorism (mit Desecrator)
- 2000: Rotten World But No Bore Shit!! / …To Protect (mit Agathocles)
- 2003: Agathograve (mit Agathocles)
- 2004: The Human Spectacle (mit Anarchus)
- 2007: Unholy Grave / Plague Rages
- 2015: Unholy Grave / Coffins

### EPs
- 1996: Morbid Reality
- 1996: Agonies / No Gain Just Pain (mit Agathocles)
- 1997: Consumed / Silencer Surgery (mit Krush)
- 1997: This Must Stop / Terrorismo Musical (mit Warsore)
- 1997: Absurdity / Grindbastards Rostock (mit Entrails Massacre)
- 1997: Terror
- 1998: The Fact / Hate in the Head (mit Abstain)
- 1998: Nein
- 1999: mit Capitalist Casualities
- 1999: Tortured Alive (Live in Rostock) (10’’)
- 2000: But Why? No Need Victim / Get to Attack (mit Malignant Tumour)
- 2001: Wrath / 8 Hours of Lobotomy (mit Rotten Sound)
- 2001: mit Sabbat
- 2001: Fanaticism
- 2001: Unholy Grind Destruction
- 2001: Zero Hour
- 2001: Kill ’em All for One
- 2001: Ignorance / Catapult for Steaming Cadavers (mit Embalming Theatre)
- 2002: Against Terrorism
- 2003: mit Dropdead
- 2004: Death…Never Ending Emotions / Von Akteuren und Statisten (mit Blindspot A.D.)
- 2004: mit Kadaverficker
- 2005: No Emperor (mit Nausea)
- 2005: Raw Slaughter
- 2006: Unholy Bastards
- 2006: Never Repeat
- 2006: Tribute to Acid (mit Abigail)
- 2006: Aussie Disorder (Doppel-EP)
- 2006: Grind Freaks (mit Disgust)
- 2007: Raw Grind Mayhem (8’’)
- 2007: mit NunSlaughter
- 2009: Grind Eternal (mit Total Fucking Destruction)
- 2009: Grindholic
- 2009: Grindignation
- 2009: Charged CBGB (Live im CBGB 2001)
- 2010: Grind Blitz